# Chionochloa lanea
Chionochloa lanea är en gräsart som beskrevs av Henry Eamonn Connor. Chionochloa lanea ingår i släktet Chionochloa och familjen gräs. Inga underarter finns listade i Catalogue of Life.